# Xenillus mutabilis
Xenillus mutabilis är en kvalsterart som beskrevs av Sandór Mahunka och Luise Mahunka-Papp 1999. Xenillus mutabilis ingår i släktet Xenillus och familjen Xenillidae. Inga underarter finns listade i Catalogue of Life.